# Гаврюшин, Сергей Алексеевич
Серге́й Алексе́евич Гаврю́шин (род. 27 июня 1959, Сарань, Карагандинская область) — советский легкоатлет, специалист по толканию ядра. Выступал за сборную СССР по лёгкой атлетике в 1980-х годах, обладатель серебряной медали Игр доброй воли в Москве, победитель и призёр первенств всесоюзного значения, финалист чемпионата мира в Риме. Представлял Москву и спортивное общество «Трудовые резервы». Мастер спорта СССР международного класса.

## Биография
Сергей Гаврюшин родился 27 июня 1959 года городе Сарань Карагандинской области Казахской ССР.
Заниматься лёгкой атлетикой начал в 1972 году в городе Абай во время учёбы в средней школе № 11, проходил подготовку под руководством тренера В. Н. Яцука. Пробовал себя в разных дисциплинах, с 1975 года учился в Школе-интернате спортивного профиля № 3 в Караганде и специализировался на толкании ядра — с этого момента являлся подопечным заслуженного тренера Казахской ССР К. А. Титова.
В 1978 году дебютировал в составе советской юниорской сборной, выиграв зимнюю матчевую встречу со сборной ГДР в Минске.
В 1980 году на чемпионате Казахстана выполнил норматив мастера спорта СССР.
Учился в Казахском государственном институте физической культуры, затем переехал на постоянное жительство в Москву и представлял добровольное спортивное общество «Трудовые резервы».
Впервые заявил о себе на всесоюзном уровне в сезоне 1982 года, когда в толкании ядра выиграл серебряную медаль на зимнем чемпионате СССР в Москве. Позднее с результатом 21,03 одержал победу на Дне метателя в Киеве — тем самым выполнил норматив мастера спорта международного класса. Попав в основной состав советской сборной, выступил на чемпионате Европы в Афинах, где занял итоговое восьмое место.
В 1984 году стал серебряным призёром на чемпионате СССР в Донецке.
Будучи студентом, в 1985 году представлял Советский Союз на Универсиаде в Кобе, где показал в толкании ядра четвёртый результат.
В 1986 году получил серебро на Играх доброй воли в Москве и на чемпионате СССР в Киеве — в обоих случаях уступил ленинградцу Сергею Смирнову. Помимо этого, на соревнованиях в Тбилиси установил свой личный рекорд в толкании ядра на открытом стадионе — 22,10 метра (пятый результат мирового сезона).
В феврале 1987 года выиграл серебряную медаль на зимнем чемпионате СССР в Пензе и в том же месяце на турнире в Москве установил личный рекорд в закрытом помещении — 20,90 метра. Принимал участие в чемпионате мира в Риме — в финале с результатом 20,15 стал восьмым.
На чемпионате СССР 1988 года в Таллине превзошёл всех соперников и завоевал золотую награду. По окончании этого сезона завершил спортивную карьеру.